# إحسان هادي
إحسان هادي صالح مواليد 3 ديسمبر 1976 في البصرة، هو لاعب كرة قدم عراقي سابق كان يلعب في مركز الهجوم. وهو حالياً مساعد مدرب مع نادي البحري العراقي.

## المسيرة الاحترافية

### أندية لعب لها
- نادي البحري
- نادي كهرباء الهارثة
- نادي الميناء
- نادي دهوك